# Miguel Ángel Martínez Méndez
Miguel Ángel Martínez Méndez (ur. 5 maja 1959 w Yupiltepeque) – gwatemalski duchowny rzymskokatolicki, wikariusz apostolski Izabal od 2023.

## Życiorys
Święcenia prezbiteratu otrzymał 18 stycznia 1986 i został inkardynowany do diecezji Jalapa. Pracował głównie jako duszpasterz parafialny. W latach 2010–2015 był wikariuszem generalnym diecezji. W 2016 uzyskał inkardynację do nowo utworzonej diecezji w Jutiapie i został proboszczem miejscowej parafii Świętego Krzyża. W 2022 objął probostwo w parafii katedralnej.
23 grudnia 2022 został mianowany wikariuszem apostolskim Izabal. Sakry udzielił mu 18 marca 2023 biskup Antonio Calderón Cruz.